# Yo no sé mañana
«Yo no sé mañana» es una canción escrita por Jorge Luis Piloto, coescrita por Jorge Villamizar, producida por Bob Benozzo e interpretada por el cantautor y músico de salsa nicaragüense Luis Enrique, procedente de su 17°. álbum de estudio Ciclos (2009). Top Stop Music la publicó el 23 de marzo de 2009 de dos formas, como el sencillo principal del álbum, la primera como versión balada-pop y la segunda como salsa. La canción encabezó la Tropical Songs de Estados Unidos, mientras que logró ocupar el número seis y cuarenta y dos en los conteos Hot Latin Songs y  Heatseekers Songs, respectivamente. En los Países Bajos debutó en el decimotercer puesto de su lista. Finalmente, fue galardonado con un premio Grammy latino a la mejor canción tropical y un premio Billboard a la música latina como la mejor canción del año en el género tropical. Además, recibió una nominación a canción del año también en los Grammy Latino, y a canción tropical del año en los Premios Lo Nuestro.

## Versiones
- El cantante argentino El Original hizo una versión en cumbia de esta canción.
- Jambao también hizo una versión en 2010.
- María Becerra hizo una versión de esta canción Acaramelao.
- El cantante mexicano Christian Nodal hizo una versión de esta canción en 2017.

## Listas
| País (Lista 2009-2010)             | Mejor posición |
| ---------------------------------- | -------------- |
| Estados Unidos (Hot Latin Songs)   | 6              |
| Estados Unidos Tropical Songs)     | 1              |
| Estados Unidos (Heatseekers Songs) | 42             |
| Países Bajos                       | 13             |